# Abraxas leucostola
Abraxas leucostola är en fjärilsart som beskrevs av George Francis Hampson 1893. Abraxas leucostola ingår i släktet Abraxas och familjen mätare. Inga underarter finns listade i Catalogue of Life.